# Petru Giovacchini
Petru Giovacchini, né le 1er février 1910 à Canale-di-Verde (Haute-Corse) et mort le 29 septembre 1955 à Canterano (Italie), était un activiste politique corso-italien.

## Biographie
Originaire d'une noble famille corse ayant de profondes idéologies pro-italiennes, Giovacchini a activement soutenu le rattachement de la Corse au royaume d'Italie durant les années du fascisme italien.
Jeune, il collabore avec des écrits au journal littéraire A Muvra. En 1927, il est expulsé du « Liceo National » de Bastia et fonde le magazine pro-italien Primavera, dans lequel il a notamment publié les poèmes Musa canalinca et Rime notturne. Giovacchini était déçu des positions modérées du Movimento Autonomista Corso, et décide de déménager en Italie en 1930, afin d'étudier la médecine à l'université de Pise.
En Italie, Giovacchini entre en contact avec le mouvement irrédentiste et fut pour cela sévèrement attaqué par les autorités françaises à son retour en Corse. L'une des principales accusations qu'il a reçu était qu'il considérait Pascal Paoli (le héros de la Corse) comme le précurseur de l'irrédentisme corse en faveur de l'unification de l'île à l'Italie.
Il s'échappe alors en Italie et fonde en novembre 1933 à Pavie le « Gruppi di Cultura Corsa » (« Groupes de culture corse »), avec des étudiants de l'université de Corse basés en Italie. En 1936, Giovacchini obtient son diplôme, et, en tant que membre du Parti national fasciste, il part rapidement se battre en Éthiopie et en Espagne, où il est blessé et reçoit la médaille de bronze de l'Honneur.
En juin 1940, Petru Giovacchini organise des centaines de manifestations dans plusieurs villes italiennes afin de réclamer le rattachement de la Corse à l'Italie. Ces actions lui vaudront d'être élu pour représenter la Corse au Parlement fasciste d'Italie en 1942. Lorsque l'Italie occupe la Corse en 1942, Giovacchini est nommé en tant que possible gouverneur de Corse si le royaume d'Italie avait annexé l'île. Il travaille avec le colonel Pierre Simon Cristofini afin de faire en sorte que la population corse accepte l'occupation italienne.
Après la libération de la Corse en septembre 1943, Petru Giovacchini est obligé de se cacher. Poursuivi en justice par un tribunal français de Corse, il écope de la peine de mort en 1945 ; il s'exile alors à Canterano, près de Rome.
En septembre 1955, Petru Giovacchini meurt des suites de ses anciennes blessures de combat.

## Œuvres
Les œuvres littéraires de Petru Giovacchini sont :
- Musa Canalinca, Corse (1929)
- Rime notturne, Corse (1930)
- Aurore, poesie corse, Livourne (1936)
- Corsica Nostra (1942), Rome[3]
- Archiatri pontifici corsi (1951), Rome

Les Corses qui défendaient l'idéologie de l'irrédentisme italien ont principalement publié en Italie, à cause des répressions du régime français sur l'île. C'est le cas de Petru Giovacchini, qui, après ses premiers poèmes Musa canalinca et Rima notturne (écrits quand il était jeune), a rédigé la plupart de ses œuvres littéraires de l'autre côté de la mer Tyrrhénienne.